# افراد مرموز (فیلم)
افراد مرموز (انگلیسی: Secret People) فیلمی در ژانر جاسوسی است که در سال ۱۹۵۲ منتشر شد. از بازیگران آن می‌توان به والنتینا کورتس، سرژ رجیانی، آدری هپبورن، و آیرین ورت اشاره کرد.